# Celaetycheus flavostriatus
Celaetycheus flavostriatus är en spindelart som beskrevs av Simon 1897. Celaetycheus flavostriatus ingår i släktet Celaetycheus och familjen Ctenidae. Inga underarter finns listade i Catalogue of Life.